# Brunnsta
Brunnsta is een plaats in de gemeente Håbo in het landschap Uppland en de provincie Uppsala län in Zweden. De plaats heeft 72 inwoners (2005) en een oppervlakte van 13 hectare. Brunnsta ligt op een schiereiland en wordt voornamelijk omringd door landbouwgrond, maar er ligt ook onder andere bos in de directe omgeving van Brunnsta. De grotere plaats Bålsta (13430 inwoners (2005)) ligt ongeveer vijf kilometer ten zuiden van het dorp.